# Henry Bumstead
Henry Bumstead (Ontario, 17 de março de 1915 — 24 de maio de 2006) é um diretor de arte estadunidense. Venceu o Oscar de melhor direção de arte em duas ocasiões: por To Kill a Mockingbird e The Sting.